# Salvatore Maira
Salvatore Maira (San Cataldo, 20 settembre 1947) è un regista italiano.

## Carriera
Studioso di letteratura contemporanea (è laureato in Lettere presso la facoltà di Lettere e Filosofia, ed è ricercatore di Letteratura Italiana all'Università di Roma) dal 1974 al 1977 lavora per una casa editrice, poi esordisce alla regia con un telefilm giallo per la RAI. Nel 1978 è ideatore e co-sceneggiatore di una miniserie in cinque puntate tratta dai racconti polizieschi di don Isidro Parodi scritti nel 1942 da Jorge Luis Borges e Adolfo Bioy Casares.
Nel 1999 dirige Amor nello specchio, tratta della commedia di Giovan Battista Andreini, di cui aveva curata un'edizione critica. 
Negli ultimi anni ha anche preso parte all'attività della Fondazione Cinema nel presente (ideata da Citto Maselli), partecipando a film collettivi come quello sui fatti del G8 di Genova e dirigendo un documentario sul crollo della scuola di San Giuliano di Puglia (dove morirono 27 bambini e un'insegnante) causato dal terremoto del Molise del 2002.
Il suo film più recente Valzer, girato con un unico piano sequenza ha fatto vincere il premio Pasinetti per la migliore attrice all'interprete principale Valeria Solarino (e una menzione speciale allo stesso Maira) in occasione della 64ª Mostra internazionale d'arte cinematografica di Venezia.

## Filmografia

### Regia e Sceneggiatura
- Colpo di scena: ovvero inganni del palcoscenico (1977)
- Favoriti e vincenti (1983)
- Riflessi in un cielo scuro (1991)
- Donne in un giorno di festa (1993)
- L'abito da sposa (1994)
- 10.000 muli per la Grecia (1994)
- Amor nello specchio (1999)
- Un altro mondo è possibile, documentario collettivo (2001)
- La primavera del 2002. L'Italia protesta l'Italia si ferma, documentario (2002)
- Firenze, il nostro domani, documentario (2003)
- Le donne di San Giuliano, documentario (2004)
- Valzer (2007)

### Sceneggiatura
- I problemi di Don Isidro, miniserie televisiva, regia di Andrea Frezza (1978)